# Cippus Perusinus
Cippus Perusinus (tł. z łac. Kamień graniczny z Perugii) – kamienna tablica z trawertynu odkryta na wzgórzu San Marco, obecnie w Perugii we Włoszech, w 1822 roku. Tablica nosi na sobie wyrytych 46 linii tekstu (24 wersy na awersie i 22 na lewym boku tablicy; 130 słów) w języku etruskim charakterystycznym dla północnej Etrurii, czyta się od prawej do lewej.
Przyjmuje się, że tekst był poświęcony prawnemu kontraktowi (arbitrażowi) między etruskimi rodzinami Velthina (z Perugii) i Afuna (z Chiusi), w związku z dzieleniem albo wykorzystaniem własności na której leżał grobowiec należący do rodu Velthina.
Za datę powstania przyjmuje się III lub II wiek p.n.e. Ze względu na dużą ilość tekstu stanowi jedno z niewielu tak cennych źródeł do poznania języka etruskiego. Kamień obecnie przechowywany jest w Museo archeologico nazionale dell'Umbria w Perugii.

## Oryginalny tekst

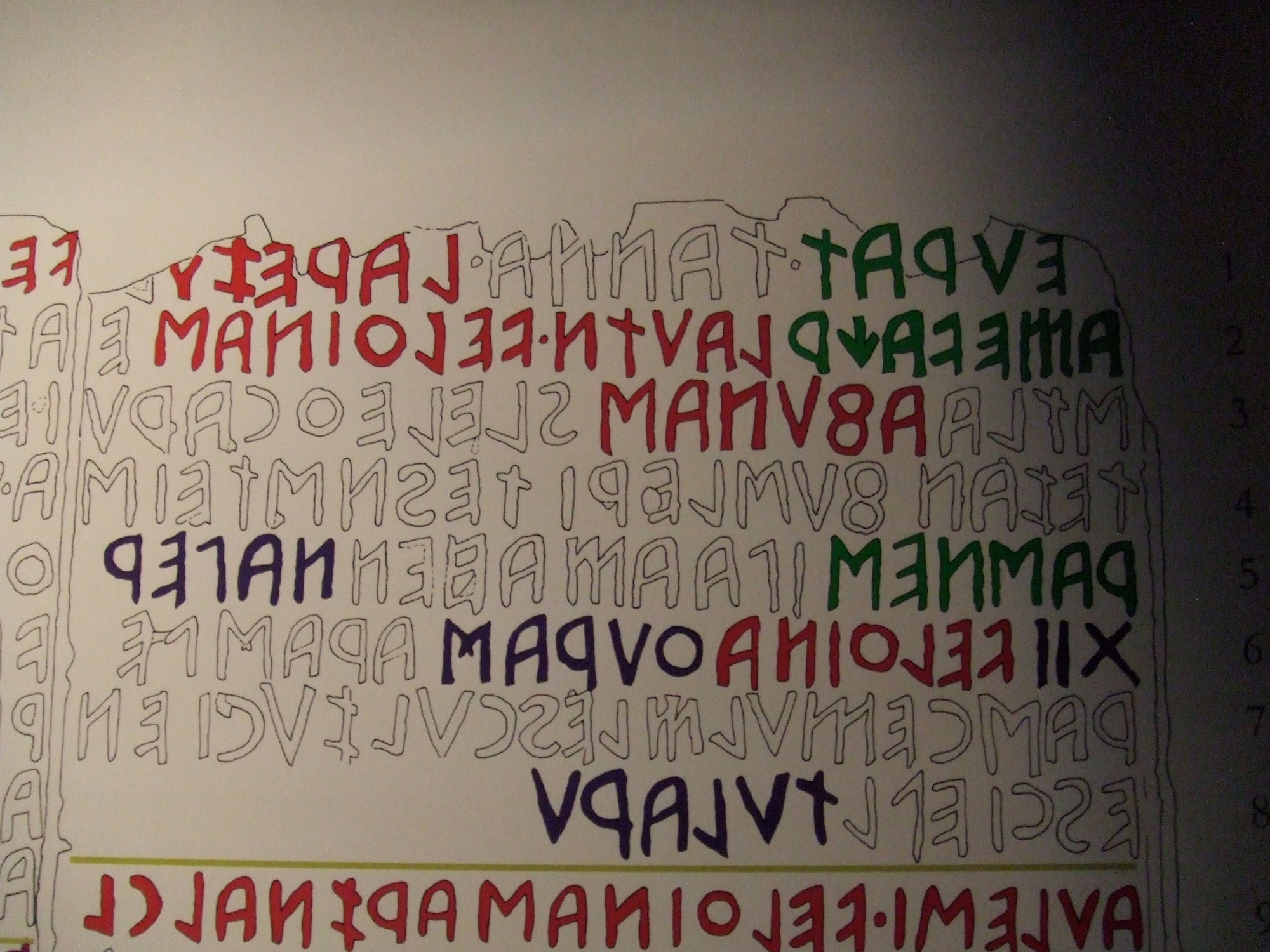
Tekst tablicy

Awers:
Teurat tan-na larezu-l am-e vaχr.
Lautn Velθina-ś, eśt-la Afuna-s, slel eθ car-u tezan,
fuśler-i tesn-ś tei-ś Raśne-ś ipa am-a hen.
Naper XII Velthinaθur-aś ar-aś,
peraścem-ul mlesc-ul, zuci enesc-i ep-l, tular-u.
Aule-śi, Velθina-ś Arzna-l, clen-śi,
θi-i θi-l ścuna cen-u, epl=c feli=c Larθal-ś Afuni-ś,
clen, θunχul θe fala-ś.
Χi=em fuśl-e, Velθina hinθa cap-e, muni=cle-t, mas-u,
naper śran=c tl, θi-i falś-ti.
Veltina hut naper penez-ś mas-u.
Acnina cl-el Afuna, Velθina mler zin-ia.
In temam-er cn-l Velθina zi-a śaten-e tesn-e,
Eca Velθinaθur-aś θaura hel-u tesn-e Raśn-e ce-i.
Tesn-ś tei-ś Raśne-ś χimθ, śpel θuta ścu-na, Afuna men-a hen.
Naper ci cn-l har-e ut-uś-e.
lewy bok:
Velθina śatena zuci enesc-i ipa spelane-θi fulum-χva.
spel-θi, rene-θi.
Esta=c Velθina, acil-un-e, tur-un-e, ścu-n-e.
Ze-a zuci enesc-i aθumi=cś.
Afuna-ś penθ-na am-a.
Velθina, Afun[a]θur, un-i ei-n zeri, una cla θi-l θunχulθ-l.
Iχ ca ceχa ziχ-uχ-e.